# Saint-Germain-des-Fossés
Saint-Germain-des-Fossés – miejscowość i gmina we Francji, w regionie Owernia-Rodan-Alpy, w departamencie Allier.

## Demografia
Według danych na rok 1990 gminę zamieszkiwało 3727 osób, a gęstość zaludnienia wynosiła 449 osób/km². W styczniu 2015 r. Saint-Germain-des-Fossés zamieszkiwało 3778 osób, przy gęstości zaludnienia wynoszącej 455,2 osób/km².